# Reprezentacja Kanady w koszykówce kobiet
Reprezentacja Kanady w koszykówce kobiet – narodowy zespół koszykarek Kanady. Reprezentuje swój kraj w rozgrywkach międzynarodowych, od 1936 r.
Obecnie trenerką reprezentacji jest Allison McNeill. 

## Sukcesy
- Mistrzostwa Świata:
  -  1979, 1986